# Cratylia nuda
Cratylia nuda är en ärtväxtart som beskrevs av Louis René Tulasne. Cratylia nuda ingår i släktet Cratylia, och familjen ärtväxter. Inga underarter finns listade i Catalogue of Life.